# Bryum albulanum
Bryum albulanum är en bladmossart som beskrevs av Johann Amann 1918. Bryum albulanum ingår i släktet bryummossor, och familjen Bryaceae. Inga underarter finns listade i Catalogue of Life.